# Pierre Wu Guosheng
Pierre Wu Guosheng (en chinois 吳國盛 伯鐸), né en 1768, exécuté le 7 novembre 1814, est un laïc chinois converti au catholicisme,  catéchiste et martyr. Il est le premier martyr chrétien natif de Chine.
Il est canonisé (proclamé saint) à Rome par le pape Jean-Paul II le 1er octobre 2000. Il est fêté le 7 novembre.

## Biographie
Wu Guosheng naît en 1768 à Longping, au sud-est de Zunyi dans la province du Guizhou, en Chine. Ses parents sont pauvres mais tiennent une auberge.
Il est converti un jour par un chrétien de passage, qui lui parle de Jésus-Christ. Devenu chrétien enthousiaste, Wu Guosheng fait partager sa foi à ses parents et à son entourage. L'auberge devient un lieu chrétien de rencontres. Wu Guosheng invite tous les passants à s'asseoir et leur parle de Dieu. 
Le P. Matthias Luo entend parler de lui et vient le voir personnellement. Il se rend compte de la solidité de sa foi mais trouve son comportement excessif. Il ne le baptise pas directement et préfère le mettre à l'épreuve. Il l'envoie dans le Sichuan rencontrer des chrétiens de longue date. À Chongqing, au contact de ces chrétiens, Wu Guosheng réalise que son comportement ne se conforme pas bien à l'Évangile de Jésus. Il change alors, et le P. Luo peut lui donner le baptême en 1796, lui donnant le prénom de Pierre. Fortifié dans sa foi, Pierre se met alors à évangéliser de façon plus adaptée, et établit des communautés chrétiennes de quelques centaines de personnes. 
Pierre Wu est arrêté le 3 avril 1814, pendant une période de persécutions. Emprisonné, il subit la torture mais raffermit la foi des autres chrétiens emprisonnés. Il les entraîne même à réciter des prières avec lui,. Le magistrat lui ordonne de marcher sur la croix et de renier sa foi, mais Pierre Wu refuse et préfère mourir. Arrivé sur le lieu de son supplice, il s'agenouille, lève les yeux et s'écrie : « Ciel, Ciel, ma demeure ! Je vois la gloire des cieux, je vois Jésus le Sauveur »,, juste avant d'être exécuté, le 7 novembre 1814. De nombreux témoignages attestent de miracles sur sa tombe, respectée même par les non chrétiens.

## Canonisation
Reconnu martyr, béatifié en 1900, Pierre Wu Guosheng est canonisé par le pape Jean-Paul II le 1er octobre 2000 parmi le groupe des 120 Martyrs de Chine. Saint Pierre Wu Guosheng est fêté le 7 novembre.

### Autres articles
- 120 Martyrs de Chine
- Église catholique au Sichuan